# Roberto Zárate (Fußballspieler, Mexiko)
Roberto Zárate, auch bekannt unter dem Spitznamen Chango, ist ein ehemaliger mexikanischer Fußballspieler auf der Position des Stürmers.
"Chango" Zárate stand in den 1940er Jahren nachweislich zwischen 1944 und 1948 beim CD Oro unter Vertrag.
In den frühen 1950er Jahren gewann er zweimal hintereinander die mexikanische Meisterschaft: zunächst (1952/53) mit dem CD Tampico und in der folgenden Saison (1953/54) mit dem CD Marte.

## Erfolge
- Mexikanischer Meister: 1952/53 und 1953/54